# 連系線

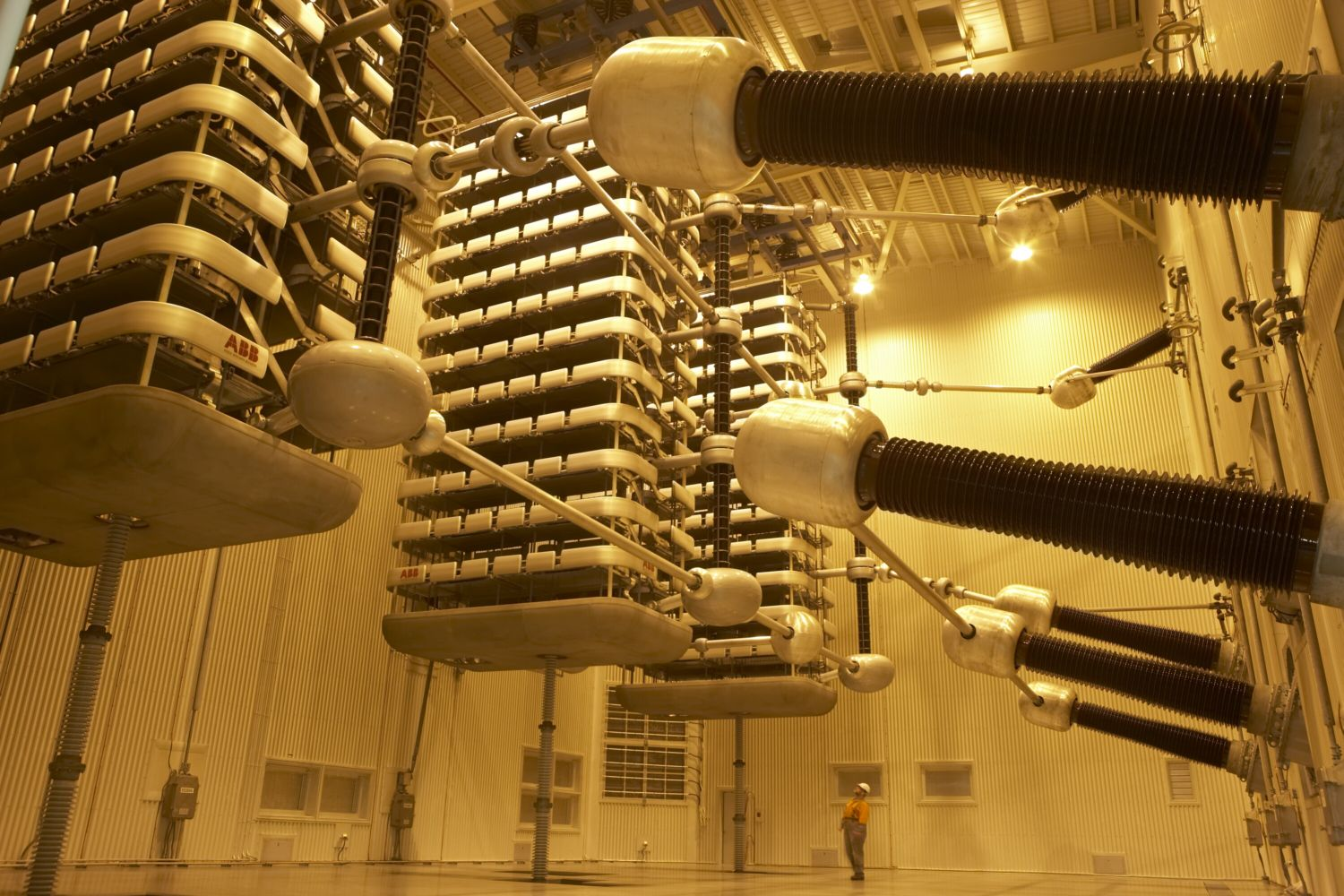
ニュージーランドの北島と南島とを結ぶ連系線 HVDC Inter-Island の設備。交流と直流との間の変換を担うサイリスタバルブが写っている。

日本の地域間連系線と運用容量・送電容量

連系線（れんけいせん）とは、ある電力系統と別の電力系統との間を結ぶ送電設備をいう。

## 役割
発電所・変電所・負荷（電気エネルギーを消費する設備）を電線路で結んだ巨大な電気回路を電力系統という。
連系線がない場合、各電力系統は、電力を常に自給自足していなければならない。何らかの事故により電源（発電設備）が電力系統から突発的に脱落した場合や、気象の急激な変化により需要電力が急増した場合であって、電力系統内の電源では供給力が不足するとき、電力の自給自足を達成するためには、一部の負荷を強制的に遮断することにより需要電力を引き下げざるを得ない。これは停電の発生を意味する。
ある電力系統で供給力が不足した場合でも、隣の電力系統に十分な供給力があるとき、隣の電力系統で余分に発電し、供給力の不足する電力系統に電力を融通（応援融通）することにより、停電を回避することができる。そのためには、両電力系統の間に連系線が必要である。
連系線は、上述した停電の回避（供給信頼度の向上）の目的のほか、様々な目的の送電に利用される。例えば、連系線があると、ある地域の電力系統で需要される電力を賄う電源を、電力系統の異なる別の地域に建設すること（電源の広域開発）が可能になる。また、様々な電源を限界費用の低いものから順に使用すること（メリットオーダー）が電力系統の垣根を越えて可能になる（広域メリットオーダー）。

## 方式
周波数を同じくする二つの電力系統間は、交流の送電線により結ぶことができる（交流連系）。これに対して、周波数を異にする電力系統間の連系（異周波連系、異周波数連系）は、交流を直流に変換し、さらに直流を別の周波数の交流に変換することにより実現する（直流連系）。周波数を同じくする場合も、技術的な理由や経済的な理由で直流連系を採用する場合がある。

## 日本の地域間連系線
日本では、各地域（供給区域）の送配電網を管理する一般送配電事業者が各地域の電力系統の運用（系統運用）を担っている。日本列島には、一部の離島を除くと、10社の一般送配電事業者が運用する10個の電力系統があり、そのうち、沖縄電力が運用する電力系統を除く北海道・本州・四国・九州の9個の電力系統は、隣接するもの同士を結ぶ連系線によりつながっている。
電力広域的運営推進機関では、一般送配電事業者の供給区域間を常時接続する250 kV以上の送電線・交直変換設備を地域間連系線と称する。地域間連系線は、次の表のとおりである。
なお、熱容量による「送電容量」は全量利用できるわけではなく、安定度制約の問題を考慮して算出された運用容量を用いるのが適切とされる。さらにいくつかの連系線では、下表には算入していない緊急時用のマージンが設定されており、通常はより低い容量で運用している。
| 名称                                  | 所有者                                | 方式 | 送電容量 (万kW) | 運用容量 (万kW) | 地域          | 周波数 Hz |
| 北海道・本州間電力連系設備            | J-POWER送変電                         | 直流 | 60.0            | 90              | 北海道 - 東北 | 50        |
| 新北海道・本州間電力連系設備          | 北海道NW                              | 直流 | 30.0            | 90              | 北海道 - 東北 | 50        |
| 相馬双葉幹線                          | 東北NW                                | 交流 | 1263.2          | → 236 ← 605     | 東北 - 東京   | 50        |
| いわき幹線                            | 東北NW                                | 交流 | 192.4           | → 236 ← 605     | 東北 - 東京   | 50        |
| 佐久間周波数変換設備                  | J-POWER送変電                         | 直流 | 30.0            | 210             | 東京 - 中部   | 50 / 60   |
| 新信濃周波数変換設備                  | 東京PG                                | 直流 | 60.0            | 210             | 東京 - 中部   | 50 / 60   |
| 東清水周波数変換設備                  | 中部PG                                | 直流 | 30.0            | 210             | 東京 - 中部   | 50 / 60   |
| 飛騨信濃周波数変換設備                | 東京PG・中部PG                        | 直流 | 90.0            | 210             | 東京 - 中部   | 50 / 60   |
| 三重東近江線                          | 中部PG・関西送配電                    | 交流 | 556.8           | → 134 ← 250     | 中部 - 関西   | 60        |
| 南福光連系所・ 南福光変電所の連系設備 | 中部PG・北陸送配電                    | 直流 | 30.0            | 30              | 中部 - 北陸   | 60        |
| 越前嶺南線                            | 北陸送配電・関西送配電                | 交流 | 556.8           | → 190 ← 150     | 北陸 - 関西   | 60        |
| 西播東岡山線                          | 関西送配電・J-POWER送変電             | 交流 | 556.8           | → 278 ← 425     | 関西 - 中国   | 60        |
| 山崎智頭線                            | 関西送配電                            | 交流 | 1109.6          | → 278 ← 425     | 関西 - 中国   | 60        |
| 紀伊水道直流連系設備                  | 関西送配電・四国送配電・J-POWER送変電 | 直流 | 140.0           | 140             | 関西 - 四国   | 60        |
| 本四連系線                            | J-POWER送変電                         | 交流 | 240.0           | 120             | 中国 - 四国   | 60        |
| 関門連系線                            | J-POWER送変電                         | 交流 | 556.8           | → 23 ← 278      | 中国 - 九州   | 60        |

注：運用容量欄の→←は方向ごとに設定されている運用容量を示す。例）「→ 236 ← 605、東北 - 東京」は東北エリアから東京エリアへの送電が236万kW、東京から東北への送電が605万kWを運用容量上限としていることを示す。
今後の増強計画は以下の通り。
- 東北 - 東京間 （仮称）広域連系南幹線（送電容量1261万kW）の新設<2027年11月予定>により、運用容量+423万kW[8]
- 東京 - 中部間 新佐久間周波数変換所の新設（送電容量30万kW）<2027年度予定>および 東清水周波数変換所の増設（送電容量+60万kW）<2027年度予定>により、運用容量+90万kW[8]
- 中部 - 関西間 関ヶ原北近江線の新設予定（容量・年度未定）[8]

## 国際連系線
国境を跨ぐ連系線を国際連系線という。
1915年、デンマークとスウェーデンとの間のエーレスンド海峡に海底ケーブルが完成し、これにより、デンマークでは、スウェーデンの水力発電所で発生した安価な電気を利用できるようになった。以降、ヨーロッパでは、陸上に、また海底に、多数の国際連系線が建設された。2008年には、ノルウェーから北海の底を這って約580 km南下し、オランダに上陸する当時世界最長の海底ケーブル NorNed が運転を開始した。2021年にはノルウェーからイングランドまで約720 kmの North Sea Link が運転を開始した。
カナダとアメリカ合衆国との間には多数の国際連系線があり、水力発電が盛んなカナダは、アメリカ合衆国に電力を輸出している。
2025年現在、日本には国際連系線は存在しない。